# Jólat Siajl
Jólat Siajl es una montaña ubicada en la parte noroccidental de los Montes Urales en Rusia. Su nombre, traducido del idioma mansi, significa «Montaña de la Muerte» o «Montaña de los Muertos», en relación con una antigua leyenda que asegura que nueve cazadores mansis se perdieron en los bosques próximos al monte y fueron hallados muertos días después.

## Historia
La montaña es conocida por ser el último punto donde acamparon los miembros de la expedición Diatlov, antes de ser encontrados muertos por los servicios de rescate provenientes de Vizhai el 12 de febrero de 1959, durante el periodo de la Unión Soviética. El accidente, que tuvo lugar la noche del 2 de febrero del mismo año, se saldó con la vida de los nueve excursionistas rusos. Curiosamente, un año después tuvo lugar un accidente de avión próximo al monte, en el cual iban a bordo nueve pasajeros. Desde entonces, los montañeros y curiosos que pasean por esta zona evitan ir en grupos de nueve personas.